# Miguel Rosenberg
Miguel Rosenberg (Rio de Janeiro, 27 de abril de 1926 - Rio de Janeiro, 6 de maio de 2016) foi um ator e dublador brasileiro. 

## Biografia
Um dos pioneiros da dublagem, começou sua carreira na Rádio Tupi do Rio de Janeiro. Posteriormente, passou a atuar no cinema, tendo participado de seu primeiro filme em 1954: Rio, 40 Graus; em 1962, fez um papel de maior destaque em O Assalto ao Trem Pagador. Cinco anos mais tarde, participou de Redenção, da TV Excelsior, e em 1972 de Selva de Pedra, da Rede Globo, ambas novelas. Atuou ainda em Jerônimo, o Herói do Sertão. No teatro, atuou em A Revolta dos Brinquedos, de Pernambuco de Oliveira. Em 2008, foi o protagonista em A Espera, filme de Fernanda Teixeira que participou do Festival de Cannes.
Entre os vários trabalhos como dublador no currículo, estão: Zé Colmeia na versão dublada pela Herbert Richers de Zé Colmeia Show, A Turma do Zé Colmeia e Os Ho-ho-límpicos, Sr. Finkerton em Grande Polegar: Detetive Particular, Gorok em O Vale dos Dinossauros, Sherlocão em Clue Club, a segunda voz de Chefe Q.Q. em Esquilo Sem Grilo, Anjo do Espaço, Ben Cartwright (Lorne Greene) em Bonanza, A Escuna do Diabo, Martin Peyton (George Macready) na série Peyton Place, James Tolkan e Pat Buttram em De Volta Para o Futuro III (Avião e DVD), Mitch Ryan em O Mentiroso (DVD), Christopher Lloyd em Pagemaster, David Kelly em A Fantástica Fábrica de Chocolate, Vincent em Os Sem-Floresta, Coelho ou Abel em As Novas Aventuras do Ursinho Puff e A Maior Aventura do Ursinho Puff, Vesemir no jogo The Witcher 3: Wild Hunt, Laurens Prins no jogo Assassin's Creed IV: Black Flag, Doutor Youssef Salim no jogo Call of Duty: Black Ops III, Tio Chuck em Sonic SatAM e Sonic Underground, Consertador em Toy Story 2, Cornélio Fudge em Harry Potter e a Câmara Secreta, Harry Potter e o Prisioneiro de Azkaban, Harry Potter e o Cálice de Fogo e Harry Potter e a Ordem da Fênix, Gepeto em Shrek, Dr. Selig em Projeto Zeta, Grande Meistre Pycelle e Meistre Aemon na primeira dublagem de Game of Thrones, Sábio Ham em Hamtaro, Mestre dos Magos em Caverna do Dragão (segunda dublagem), Sr. Brown em O Clube das winx, e Sr. Burns em Os Simpsons (2ª e 6ª dublagem).

## Trabalhos na TV
| Ano     | Novelas/seriados/ programa de TV   | Personagem                                               | Emissora      |
| ------- | ---------------------------------- | -------------------------------------------------------- | ------------- |
| 1997    | Mandacaru                          | Coronel João Câncio                                      | Rede Manchete |
| 1993    | Agosto                             | Acionista de empresa                                     | TV Globo      |
| 1993/94 | Sonho Meu                          | Dr. José Osvaldo                                         | TV Globo      |
| 1990    | Rainha da Sucata                   | Dr. Zimbalista                                           | TV Globo      |
| 1990    | Desejo                             | Sargento Cardoso                                         | TV Globo      |
| 1990    | Gente Fina                         | Oficial de justiça                                       | TV Globo      |
| 1989    | República                          | Cândido de Oliveira                                      | TV Globo      |
| 1989    | Que Rei Sou Eu?                    | Barão                                                    | TV Globo      |
| 1989    | O Salvador da Pátria               | Oswaldo Cerqueira                                        | TV Globo      |
| 1988    | Vale Tudo                          | Gerente empresarial                                      | TV Globo      |
| 1988    | Fera Radical                       | Assediador                                               | TV Globo      |
| 1987    | Corpo Santo                        | Dr. Santana                                              | Rede Manchete |
| 1986/87 | Mania de Querer                    | Celestino Chaves                                         | Rede Manchete |
| 1986/87 | Tele Tema                          | O Homem Que Salvou Van Gogh do Suicídio - Dono da Loja   | TV Globo      |
| 1986    | Sinhá Moça                         | Fiscal de trem                                           | TV Globo      |
| 1986    | Selva de Pedra                     | Polidoro Montecarlo (Poli)                               | TV Globo      |
| 1986    | Dona Beja                          | Inquisidor                                               | Rede Manchete |
| 1985    | Tudo em Cima                       |                                                          | Rede Manchete |
| 1985    | Caso Verdade                       | Episódio Luz do mundo                                    | TV Globo      |
| 1985    | A Gata Comeu                       | Professor Monteiro                                       | TV Globo      |
| 1984    | Santa Marta Fabril S.A.            | Seu Afrânio                                              | Rede Manchete |
| 1984    | Rabo de Saia                       | Coronel Villa Nova                                       | TV Globo      |
| 1984    | Caso Verdade                       | Renascer                                                 | TV Globo      |
| 1983    | Sítio do Picapau Amarelo           | Padre                                                    | TV Globo      |
| 1981/82 | O Bem-Amado (série)                | O Chafarótico                                            | TV Globo      |
| 1981/86 | Os Trapalhões                      | Várias participações                                     | TV Globo      |
| 1981    | Obrigado, Doutor                   | Episódios: Um cidadão em perigo e Meu filho, Minha vida. | TV Globo      |
| 1979    | Os Gigantes                        | Mauro Cabral                                             |               |
| 1972    | Jerônimo, o Herói do Sertão        | Delegado                                                 | TV Tupi       |
| 1965    | Comédia Carioca                    | Vários Personagens                                       | TV Rio        |
| 1964/65 | Praça Onze                         |                                                          | TV Rio        |
| 1964/65 | Praça da Alegria (Brasil)          |                                                          | TV Rio        |
| 1964/65 | Musikelly                          |                                                          | TV Rio        |
| 1964    | Vip Show                           |                                                          | TV Rio        |
| 1964    | O Riso É o Limite                  |                                                          | TV Rio        |
| 1964    | MusiComédia                        |                                                          | TV Rio        |
| 1964    | Miss campeonato                    |                                                          | TV Rio        |
| 1964    | Chico Anysio Show                  |                                                          | TV Rio        |
| 1963    | O Mundo Alegre de José Vasconcelos |                                                          | TV Excelsior  |
| 1960    | O Contador de Histórias            | Episódio: Os Homens querem paz                           | TV Tupi       |
| 1960    | Minha Melhor História de Crime     | Episódio: O Rabicho de Hi Wing Ho                        | TV Tupi       |
| 1958    | TV de Comédia Tupi                 | Episódio: O culpado foi você                             | TV Tupi       |
| 1957    | Rádio Tupi                         | Radioteatro                                              | Rádio Tupi    |
| 1954    | Grande Show Regina                 |                                                          | TV Tupi       |
| 1954    | Fantasias Cornflakes               |                                                          | TV Tupi       |
| 1951/52 | Seja Você Detetive                 |                                                          | TV Tupi       |

## Cinema
- 1957 - Rio, 40 Graus - Médico desportivo
- 1962 -  O Assalto ao Trem Pagador - Edgard

## Morte
Miguel Rosenberg morreu em 6 de maio de 2016, após um AVC, que o internou uma semana antes da morte.